# 28792 Davidlowell
28792 Davidlowell è un asteroide della fascia principale. Scoperto nel 2000, presenta un'orbita caratterizzata da un semiasse maggiore pari a 2,6617602 au e da un'eccentricità di 0,0279495, inclinata di 2,93756° rispetto all'eclittica.